# Erythranthe pennellii
Erythranthe pennellii är en gyckelblomsväxtart som först beskrevs av Howard Scott Gentry, och fick sitt nu gällande namn av Guy L. Nesom. Erythranthe pennellii ingår i släktet Erythranthe och familjen gyckelblomsväxter. Inga underarter finns listade i Catalogue of Life.